# Лафант (Тироль)
Лафант (нем. Lavant (Tirol)) — община в Австрии, в федеральной земле Тироль.
Входит в состав округа Лиенц. Площадь коммуны составляет 22,55 км², население — 339 человек (1 января 2021), плотность населения — 15 чел./км². Официальный код — 70 714.

## Население
| Год  | Численность |
| ---- | ----------- |
| 1869 | 218         |
| 1889 | 202         |
| 1890 | 206         |
| 1900 | 194         |
| 1910 | 179         |
| 1923 | 183         |
| 1934 | 194         |
| 1939 | 226         |
| 1951 | 168         |
| 1961 | 210         |
| 1971 | 230         |
| 1981 | 224         |
| 1991 | 249         |
| 2001 | 280         |
| 2011 | 292         |
| 2021 | 339         |

## Политическая ситуация
Бургомистр коммуны — Освальд Кюнц (местный блок) по результатам выборов 2004 года.
Совет представителей коммуны (нем. Gemeinderat) состоит из 11 мест.
- местный список: 7 мест.
- местный блок: 4 места.